# Muntanyes Ellsworth
Les Muntanyes Ellsworth són la serralada de major alçada de l'Antàrtida, que forma una llarga (360 km) i ampla (48 km) cadena de muntanyes al marge oest de l'escut de gel de Ronne, en direcció nord-sud.

## Descripció
Estan biseccionades per la glacera Minnesota i formen la septentrional serralada del Sentinella i la meridional serralada de l'Herència. La primera és, de lluny, la més alta i més espectacular, amb el massís Vinson (4.897 m), que constitueix el punt més alt del continent. Les muntanyes foren descobertes el 23 de novembre de 1935, per Lincoln Ellsworth en el curs d'un vol transantàrtic des de l'illa Dundee a l'escut de gel de Ross. Els va donar el descriptiu nom de serralada del Sentinella.
Aquestes muntanyes van formar part de la fusió del Paleozoic primerenc de Gondwana i consta d'una secció de 13.000 metres de gruix d'estrats plegats del Cambrià-Permià, que es van acumular a l'escorça continental de l'edat de Grenville. Probablement va formar part del cap de cinturó de plegament que es va deslligar del sud d'Àfrica durant la ruptura de Gondwana i més tard incorporat a l'Antàrtida.
Les temperatures a la serralada tenen una mitjana de −30 °C. Els millors mesos per a les expedicions són de desembre a febrer, estiu a l'hemisferi sud. Tanmateix, a causa de les condicions extremes d'aïllament, cal tant l'ajut científic com considerables recursos econòmics.